# Mimaspurgus niveoscutellatus
Mimaspurgus niveoscutellatus là một loài bọ cánh cứng trong họ Cerambycidae.